# Верне, Карл
Антуа́н Шарль Ора́с (Карл) Верне́ (фр. Antoine Charles Horace Vernet, Carle Vernet; 14 августа 1758 года, Бордо — 27 ноября 1836 года, Париж) — французский живописец, рисовальщик и литограф. Художник бытового жанра, анималист, карикатурист и баталист, историограф Наполеоновской армии. Член большой художественной семьи. Сын художника Клода Жозефа Верне; отец художника Ораса Верне.

## Биография
Карл Верне учился живописи у отца: Клода Жозефа Верне и Никола Бернара Леписье. В семнадцать лет получил вторую Римскую премию; в двадцать три года — первую, что позволило ему отправиться в Рим. В Риме он рисовал всадников на лошадях непосредственно с натуры, посещая римские конные заводы. Там же познакомился с рисовальщиком и гравёром Жаном-Мишелем Моро. В 1787 году Карл Верне женился на дочери Моро. Их сын, Орас Верне, станет его учеником и сотрудником. В Париже в 1788 году Карл Верне был принят в члены Академии живописи и скульптуры и переехал с семьей в студию в Лувре.
В период революции сестра художника Маргарита Эмили Верне, вышедшая замуж за архитектора Жана-Франсуа Шальгрена была скомпрометирована и в 1794 году приговорена к смертной казни. Карл Верне безуспешно просил художника революции Жака Луи Давида ходатайствовать о её освобождении, но он, вероятно, не смог помочь. В том же году Маргарита Эмили Верне была гильотинирована.
Карл Верне вместе с Антуан-Жаном Гро создал новую жанровую разновидность батальной живописи, а также преуспел в сценах охоты и изображениях бытовых сценок парижской жизни. Однако по большей части он остаётся художником, воспевающим красоту лошадей, скачек и конных сражений.
Посетив Парижский салон 1808 года, император Наполеон I был восхищён картиной «Утро Аустерлицкой битвы», за которую Карл Верне был удостоен ордена Почётного легиона. Художник и император уже хорошо знали друг друга, так как Карл Верне сопровождал Наполеона, тогда Первого консула, во время кампании при Маренго. Императрица Жозефина сказала ему: «Есть люди, которые ищут имя; вы, мсье Верне, носите своё».
Позднее слава художника пошла на убыль. Во время Салона 1831 года критик Огюст Жаль выразил сожаление по поводу однообразия его работ.
В 1814 году Карл Верне был вновь принят в члены реорганизованной Наполеоном Академии живописи и скульптуры. Удостоился ордена Святого Михаила.
В Санкт-Петербургском Эрмитаже хранится большое количество рисунков Карла Верне с изображением военных сцен и воинов, как французских, так и союзников по антинаполеоновской коалиции, выполненных в 1814—1815 годах в оккупированном союзниками Париже. Но имеется всего одна картина: «Наполеон на охоте в Компьенском лесу». Она относится к серии работ посвящённых выезду Наполеона на охоту со своей женой и свитой.

## Наиболее известные произведения художника
- Первой картиной художника, получившей широкую известность, стала композиция на древнеримский сюжет «Триумф Павла Эмилия» по сюжету «Сравнительных жизнеописаний» Плутарха (Эмилий Павел, 32-33; 38), в которой он изобразил огромное количество фигур. Картину экспонировали в первые годы революции и она произвела сильное впечатление на зрителей и художников.
- «Эпизод из Аустерлицкого сражения», в этой картине представлен Наполеон со свитой;
- Рисунки из серии «Итальянская кампания (1796)». Гравюры по этим рисункам выполнил Жан Дюплесси-Берто.

## Галерея

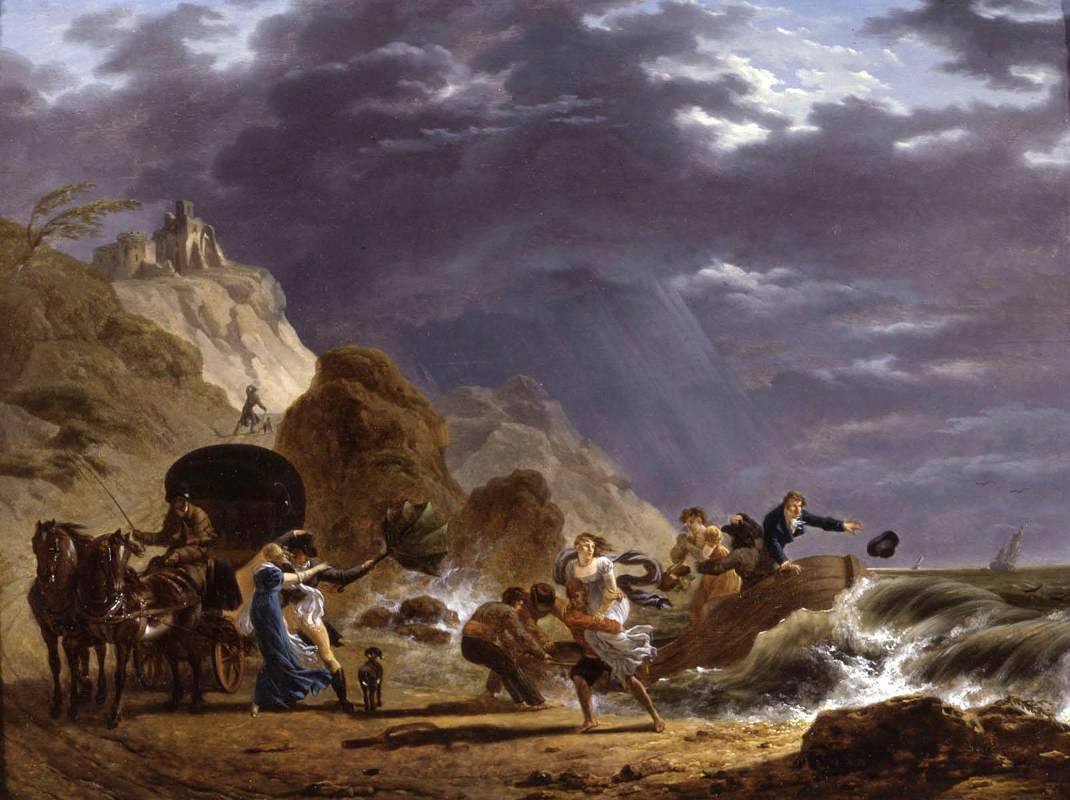
Высадка герцогини Беррийской и её сторонников на побережье Франции. Дерево, масло. Частное собрание.
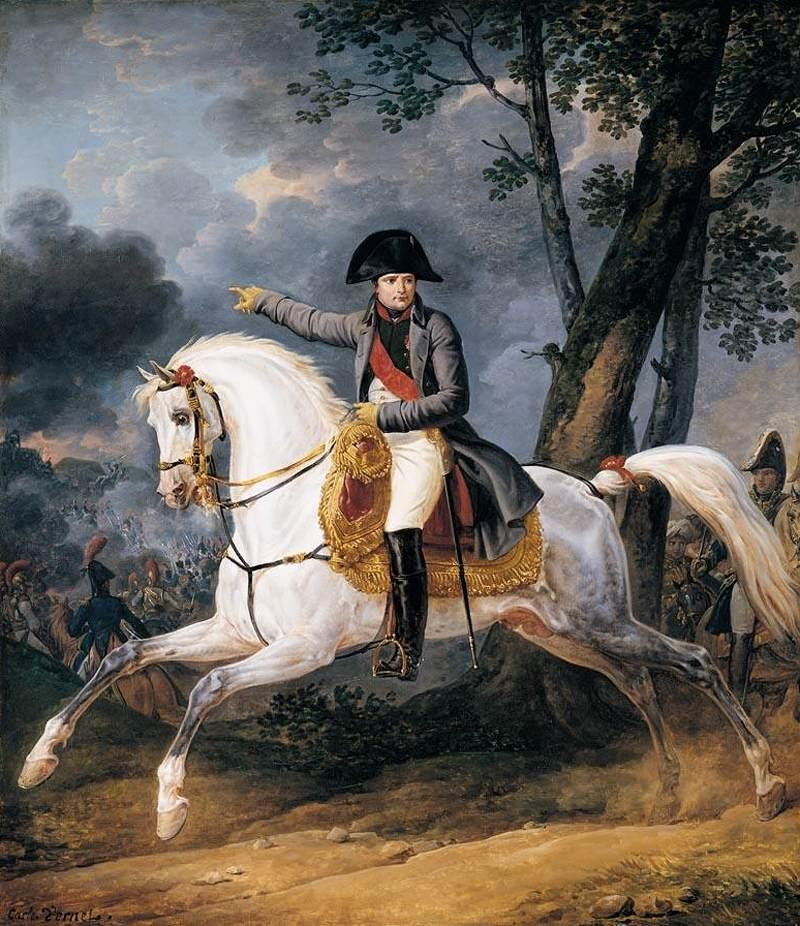
Конный портрет императора Наполеона I. Между 1805 и 1810 гг. Холст, масло. Частное собрание.
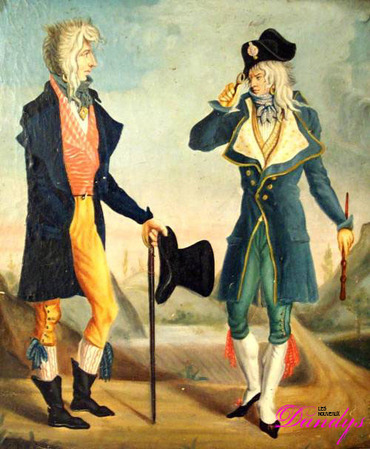
Мюскадены (модники эпохи Директории).
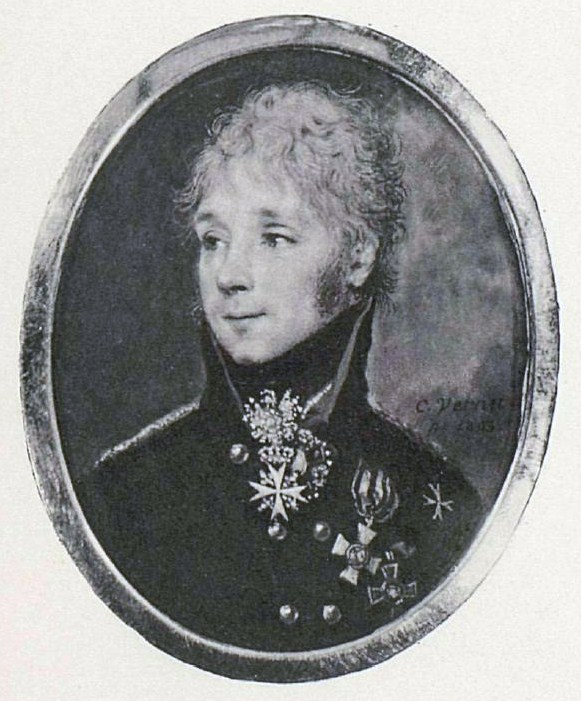
Русский генерал Дмитрий Резвой.
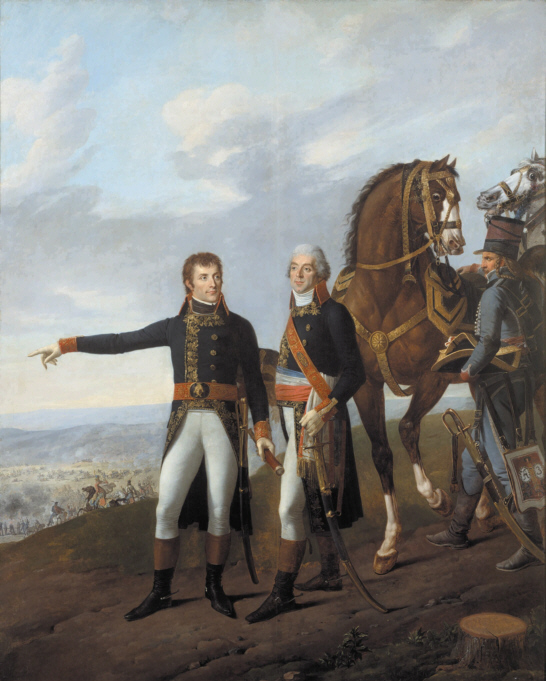
Наполеон и его начальник штаба маршал Бертье в битве при Маренго. 1800-1801. Холст, масло. Фонд Наполеона, Париж
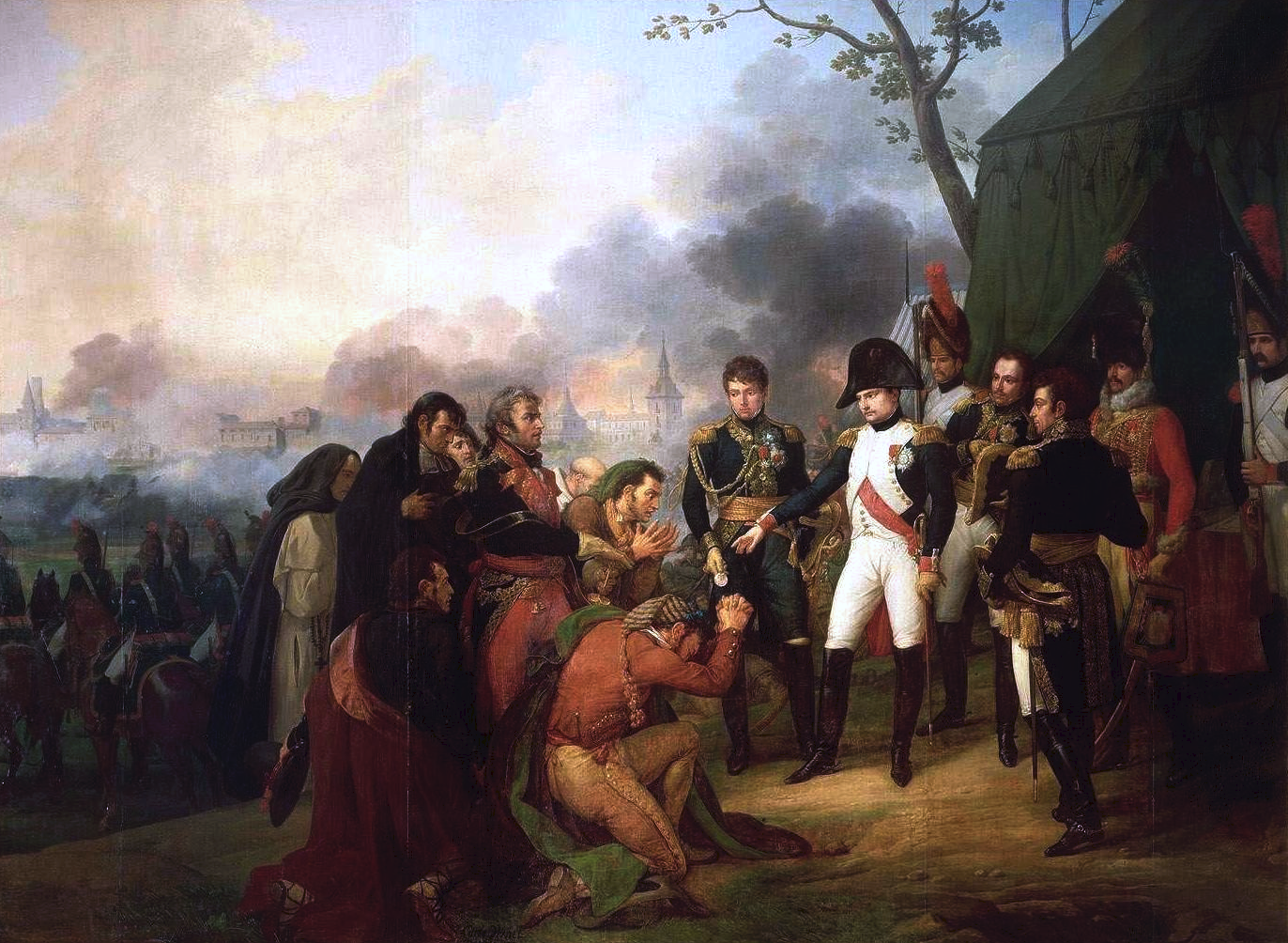
Наполеон перед воротами Мадрида.
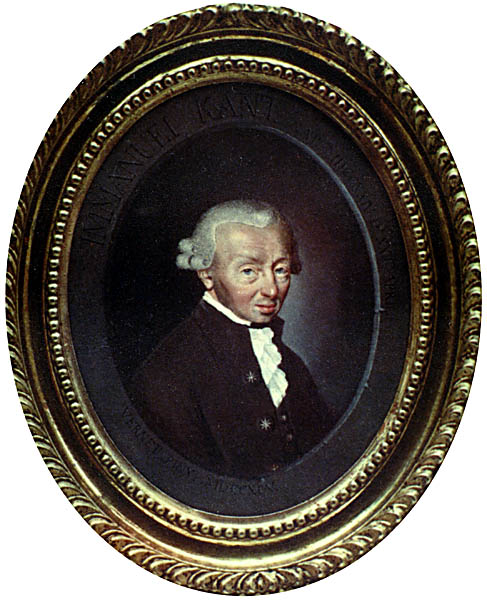
Философ Иммануил Кант.
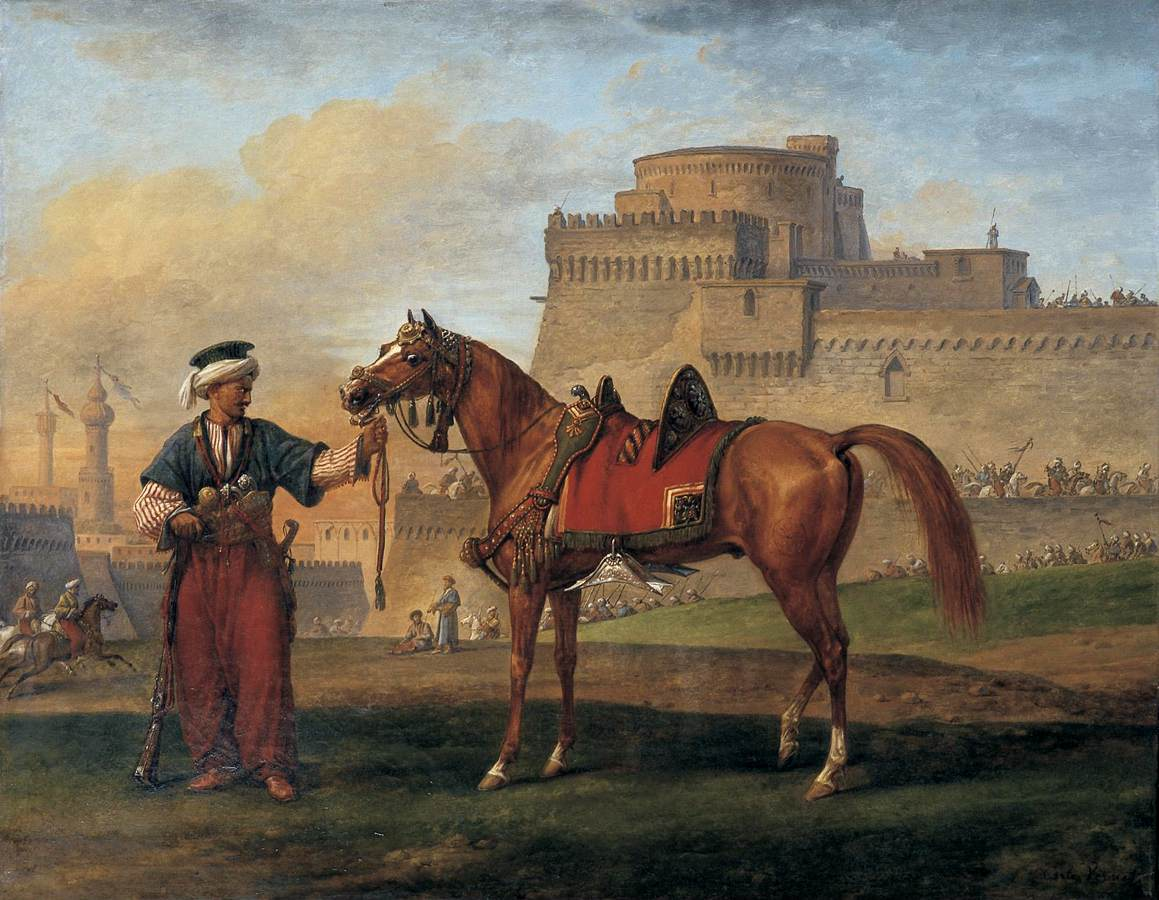
Мамлюк, ведущий коня. Холст, масло. Частное собрание